# Losone

Losone. Historisches Luftbild von Werner Friedli (1953)

Losone, im alpinlombardischen Ortsdialekt [loˈɕoŋ], ist eine politische Gemeinde im Schweizer Kanton Tessin. Sie gehört zum Kreis Isole beziehungsweise zum Bezirk Locarno.

## Geographie
Losone liegt am Ufer der Maggia und der Melezza und grenzt an die Gemeinden Ascona, Locarno, Terre di Pedemonte und Centovalli. Die Gemeinde besteht in der Ebene aus den Ortsteilen Al Ponte, Arbigo, Saleggi, San Giorgio, San Lorenzo, San Rocco, Trisnera sowie dem Industriegebiet Zandone. Oberhalb des Dorfkerns liegen das Naturschutzgebiet Parco del bosco di Maia, das Dorf Arcegno, die Maiensässe Monti di Losone und das steile, waldige Berggebiet unterhalb des Aussichtspunkts Corona di Pinz, der auf 1293 m ü. M. liegt.

## Geschichte
Archäologische Funde weisen nach, dass das Gemeindegebiet von Losone schon in der Jungsteinzeit besiedelt war. Grabausstattungen aus dem 1. bis 4. Jahrhundert lassen auf eine antike Nekropole schliessen. Die Gegend war auch während der Römerzeit bewohnt, 1945 wurde in Arcegno ein Grab aus dieser Epoche gefunden.
Erste Erwähnungen des Ortes sind de Loxono (1061, Kopie von 1402) und de Losono (1200). Der Ortsname geht wahrscheinlich auf keltisch *lausā ‹grosser Stein, grosse Steinplatte›, ergänzt um das italo-romanische Vergrösserungssuffix -ōne zurück und bedeutet damit ‹bei der grossen Steinplatte›. 1274 wird er als Borgo (Flecken) bezeichnet. Losone verfügte über eigene, noch 1734 bestätigte Satzungen. Die Pfarrkirche San Lorenzo trennte sich vor 1580 von der Mutterkirche San Vittore in Muralto und wurde 1747 zur Propsteikirche erhoben.
Die moderne Entwicklung setzte dank dem Bau der Maggiabrücke (1815), der Strassen nach Ascona und Golino (1824–1825) und der Eindämmung der Maggia (ab 1890) ein. Anfang des 20. Jahrhunderts wurden ein Gemeindehaus und ein Schulhaus gebaut, ebenso wurde eine Güterzusammenlegung verwirklicht. 1941–1947 waren im Ortsteil Arbigo polnische und ukrainische Soldaten interniert, die während dieser Zeit die Strasse von Arcegno nach Golino bauten. 1949–1950 wurde dieses Internierungslager in eine Kaserne umgewandelt, wo bis 1973 Grenadiere und danach bis 2000 Sanitäter ausgebildet wurden.
1957 liess sich die Maschinenfabrik Agie in Losone nieder und trug wesentlich zur Bildung einer Industriezone bei Zandone und in Saleggi bei. Nach 1960 entwickelte sich Losone immer mehr zu einer Wohngemeinde, von 1940 bis 1980 verzeichnete Losone das stärkste Bevölkerungswachstum aller Gemeinden im Sopraceneri. 1976 konnten das neue Schulzentrum und 1982 das Altersheim eingeweiht werden.
Höhere Flussverbauungen an der Maggia und der Melezza wurden nötig, nachdem ein Hochwasser am 7. August 1978 Teile von Losone und dem Industriegebiet Zandone überschwemmt, 5 Todesopfer gefordert und Schäden in Millionenhöhe verursacht hatte. Allein die Maschinenfabrik Agie erlitt Schäden in der Höhe von 70 Millionen Schweizer Franken.
Nach Jahren der Vorbereitungen wurde 1998 oberhalb des Dorfs Losone der bewaldete Naturpark Parco del bosco di Maia formell vom Patriziat Losone mit Unterstützung der Ortsgemeinde gegründet und 1999 eingeweiht. Er umfasst Felsformationen wie den Barbescio, bewaldete Hügel, natürliche Weiher, die sogenannten bolle, und 8 Kilometer Wanderwege.
Bei einer Volksabstimmung im Jahr 2011 über eine Fusion der vier Gemeinden Ascona, Brissago, Losone und Ronco sopra Ascona war Losone die einzige Gemeinde, die zustimmte, der Ja-Stammenanteil betrug 77 %. Losone bildet auch eine eigenständige Bürgergemeinde.

## Bevölkerung
Einwohnerzahlen: Volkszählungsdaten

## Wirtschaft, Energie und Verkehr
Wegen seiner flachen und zentralen Lage ist Losone Standort für Rebbau, etliche Handwerks- und Dienstleistungsbetriebe sowie einige Industrieanlagen, die mehrheitlich in den Ortsteilen Al Ponte und Zandone angesiedelt sind.

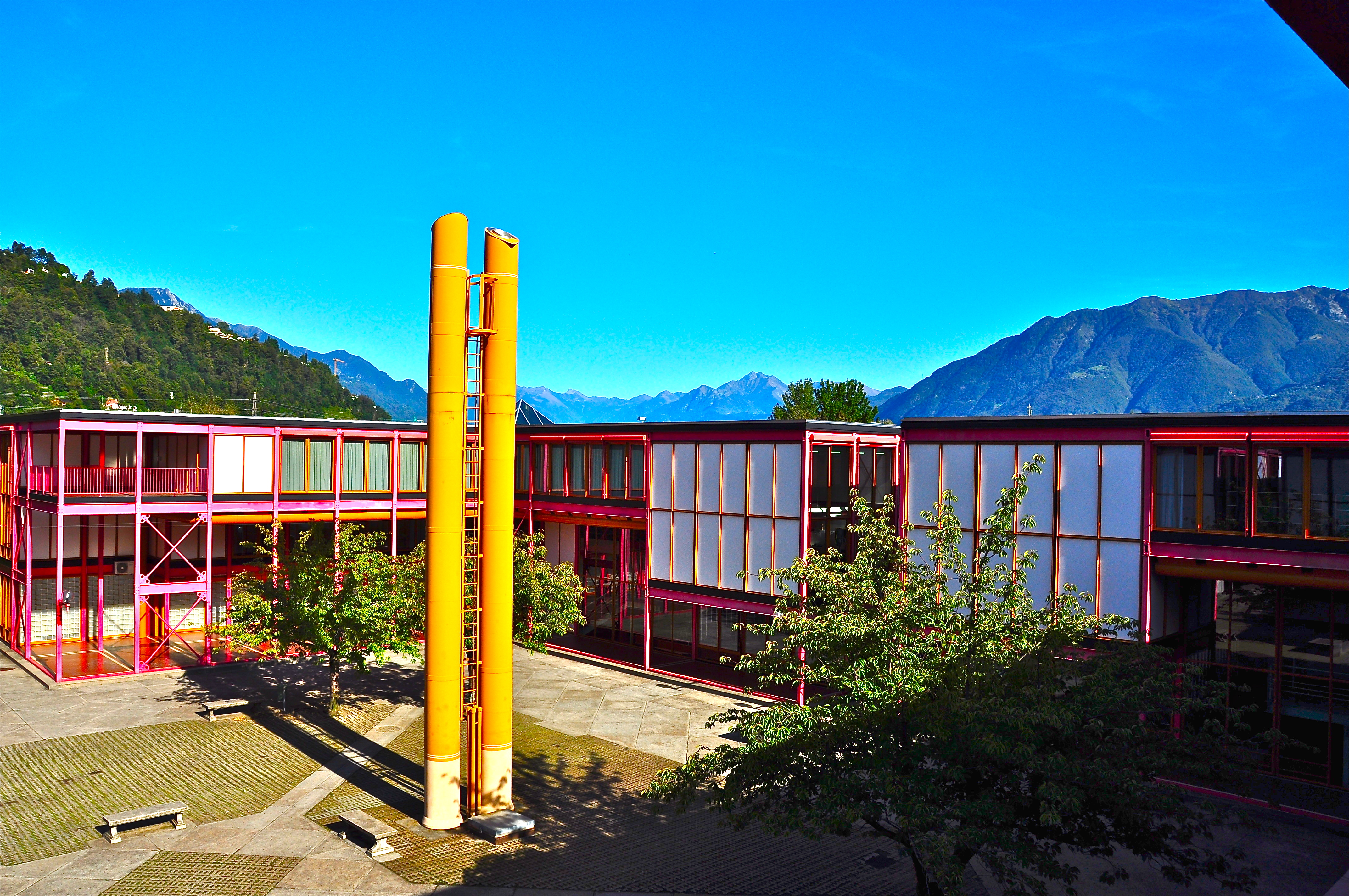
Die Mittelschule

2015 wurde in Saleggi eine unterirdische Wärmeerzeugungsanlage unter dem Namen Energia rinnovabile Losone (ERL) eröffnet, die, mehrheitlich mit einheimischem Holz gespiesen, eine Leistung von 6 MW aufweist und Fernwärme für viele grosse Gebäude in diesem Quartier liefert. Ein unterirdisches Ringleitungsnetz von 3 Kilometer Länge wurde erstellt, worin das 80-gradige Wasser zirkuliert.
Die zwei grössten Firmen und Arbeitgeber im Ort sind:
- die Präzisionsmaschinenfabrik Agie, die zur Georg Fischer AG gehört,[16] seit 1957 in Losone, und
- die Glasfaserkomponentenfabrik Diamond SA.[17]

Losone ist mit drei Buslinien der Ferrovie autolinee regionali ticinesi (FART) öffentlich erschlossen. Hauptlinie und am häufigsten verkehrender Bus ist die Nummer 7, die vom Bahnhof Locarno her durch Losone bis zur Kaserne und teilweise sogar bis nach Zandone führt. Daneben tangiert auch der Bus Nummer 1 Losone im Bereich Al Ponte, und Bus Nummer 314 fährt durch Losone und Arcegno nach Ronco sopra Ascona und zurück. Die Postautolinie Nummer 324 führt durch Losone, Golino und Intragna und erschliesst das ganze Onsernonetal.

## Kaserne und Asylzentrum San Giorgio
Losone ist nicht zuletzt wegen seiner auf der Arbigo-Ebene nach dem Zweiten Weltkrieg erbauten Kaserne, die 1951 eingeweiht wurde, bekannt geworden. Zuvor waren dort 1941 bis 1947 polnische und ukrainische Soldaten interniert, welche die Strasse von Arcegno nach Golino bauten.

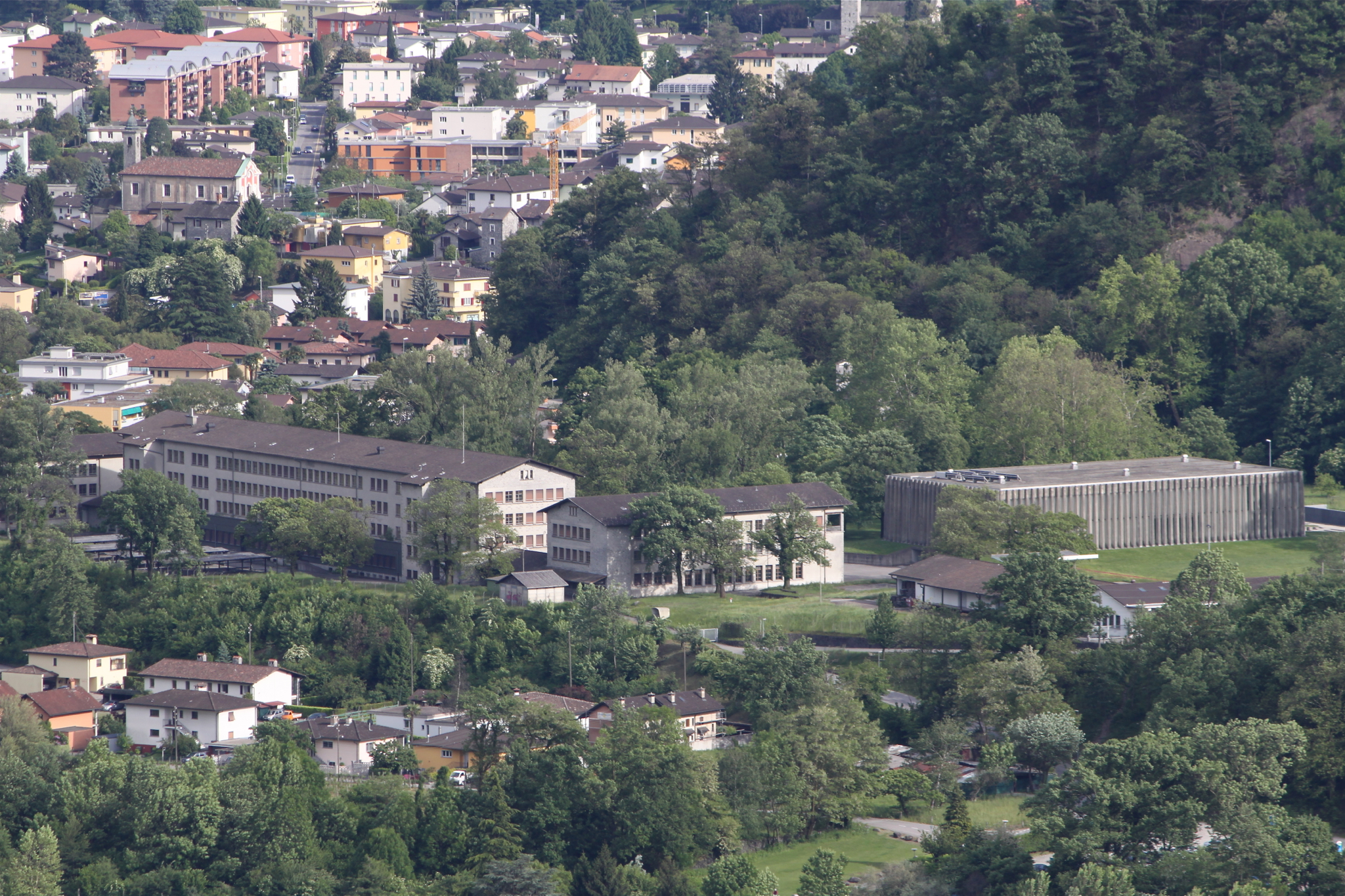
Die Kaserne und die Turnhalle Vacchini

Auf dem Waffenplatz wurden bis 1973 und von 2000 bis 2006 die Grenadiere und bis im Jahr 2000 Sanitätssoldaten der Schweizer Armee ausgebildet. Danach stand die Kaserne leer, die Gemeinde wollte darin ein Raumentwicklungs-, Archäologie- und Naturwissenschaftsmuseum einrichten. Ab 20. Oktober 2014 wurde die ehemalige Kaserne jedoch für drei Jahre als Asylaufnahmezentrum für maximal 170 in die Schweiz geflüchtete Asylbewerber gebraucht. Die mittlere Belegung im Jahr 2014 betrug 140 Personen, die vorwiegend aus Afghanistan, Eritrea, Libyen, Nigeria, Somalia, Sudan und Syrien stammten. Teilweise konnten sie gemeinnützige Arbeiten wie Waldpflege, Wegreinigung und Abfallentsorgung in Losone und Umgebung leisten. Dutzende Personen aus Losone und Umgebung hatten sich im Rahmen von Freiwilligenarbeit organisiert, sie begegneten und halfen Asylsuchenden im katholischen Kirchgemeindehaus und in der ehemaligen Kaserne. Die Flüchtlingskrise in Europa ab 2015 liess die Zahl der einquartierten Asylbewerber vorübergehend bis auf 270 Personen ansteigen. In den ersten zwei Jahren des Betriebs durchliefen insgesamt 4500 Asylbewerber dieses Erstaufnahmezentrum, von wo sie nach Wochen oder Monaten auf definitive Asylzentren in der Schweiz verteilt wurden. Gemäss Plan wurde am 27. Oktober 2017 das Erstaufnahmezentrum des Bundes geschlossen und die alte Kaserne wieder an die Gemeinde Losone übergeben. Über 5000 Personen aus über vierzig Ländern mit über 20'000 Übernachtungen hatten in diesen drei Jahren das Zentrum bewohnt.
Am 10. Juni 2018 lehnte die Stimmbevölkerung Losones an der Urne in einem Referendum einen Antrag der Gemeindebehörden ab (mit 1492 zu 1218 Stimmen), die Kaserne für weitere drei Jahre als Flüchtlingsaufnahmezentrum zu verwenden, und dies, obwohl Kanton und Bund dafür Fr. 600'000 pro Jahr bezahlt hätten.

## Tourismus
Losone ist heute ein beliebter Urlaubsort mit Appartementanlagen, zahlreichen Hotels, Restaurants und einem Campingplatz. 1999 wurde im auslaufenden Centovalli an der Melezza gegenüber den Terre di Pedemonte ein Golfplatz angelegt. Anziehungspunkt im Sommer ist auch das Badeufer der Maggia bei Meriggio, Merisch in Tessinerdialekt.
Der Zweitwohnungsanteil betrug 2014 gemäss Gebäude- und Wohnungsstatistik 23,5 %, so dass der Bau weiterer Zweitwohnungen nach schweizerischer Gesetzgebung nicht mehr zulässig ist.

## Bilder

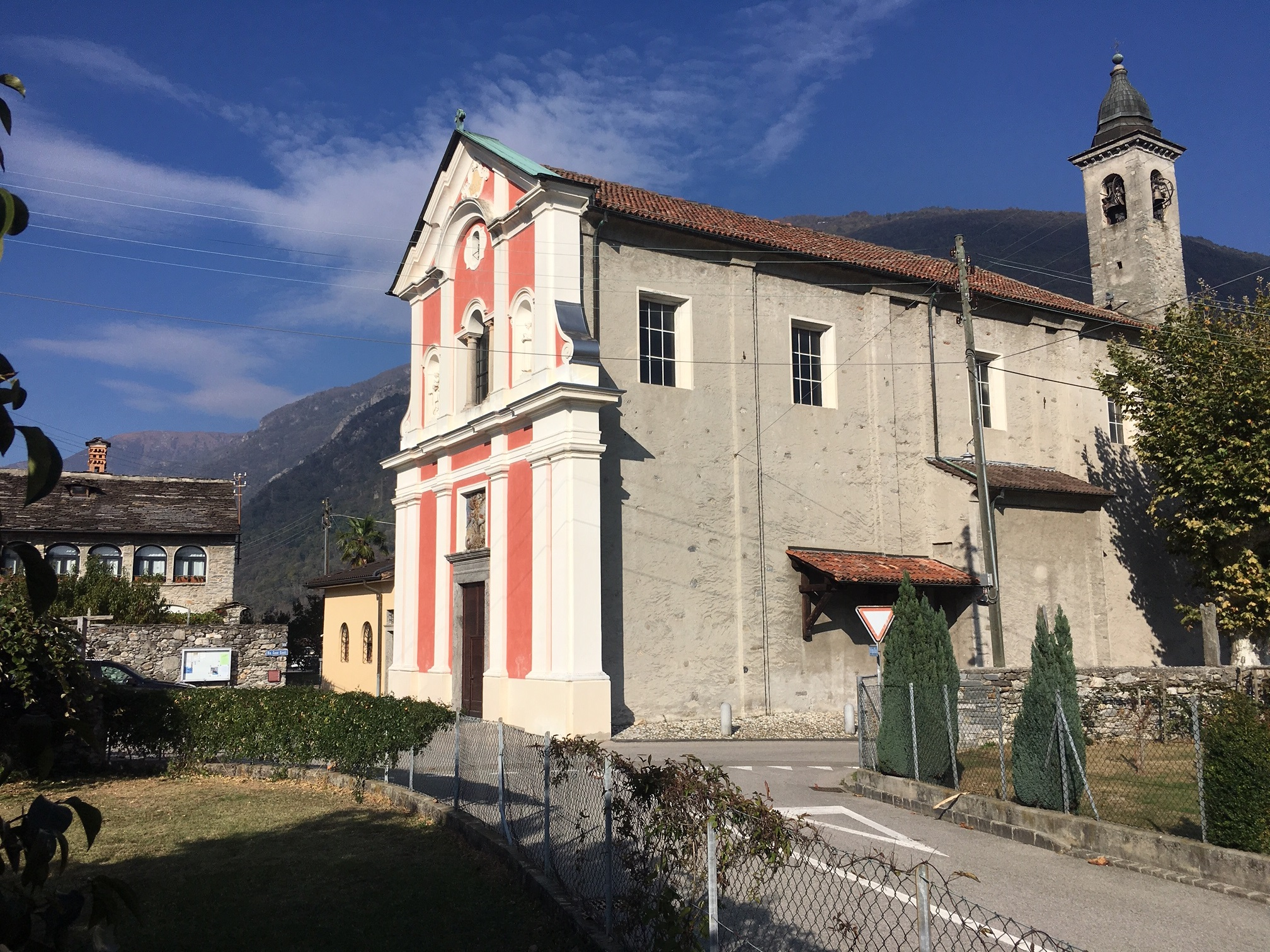
Römisch-katholische Kirche San Giorgio
W. Friedli: Kirche San Giorgio, historisches Luftbild (1953)
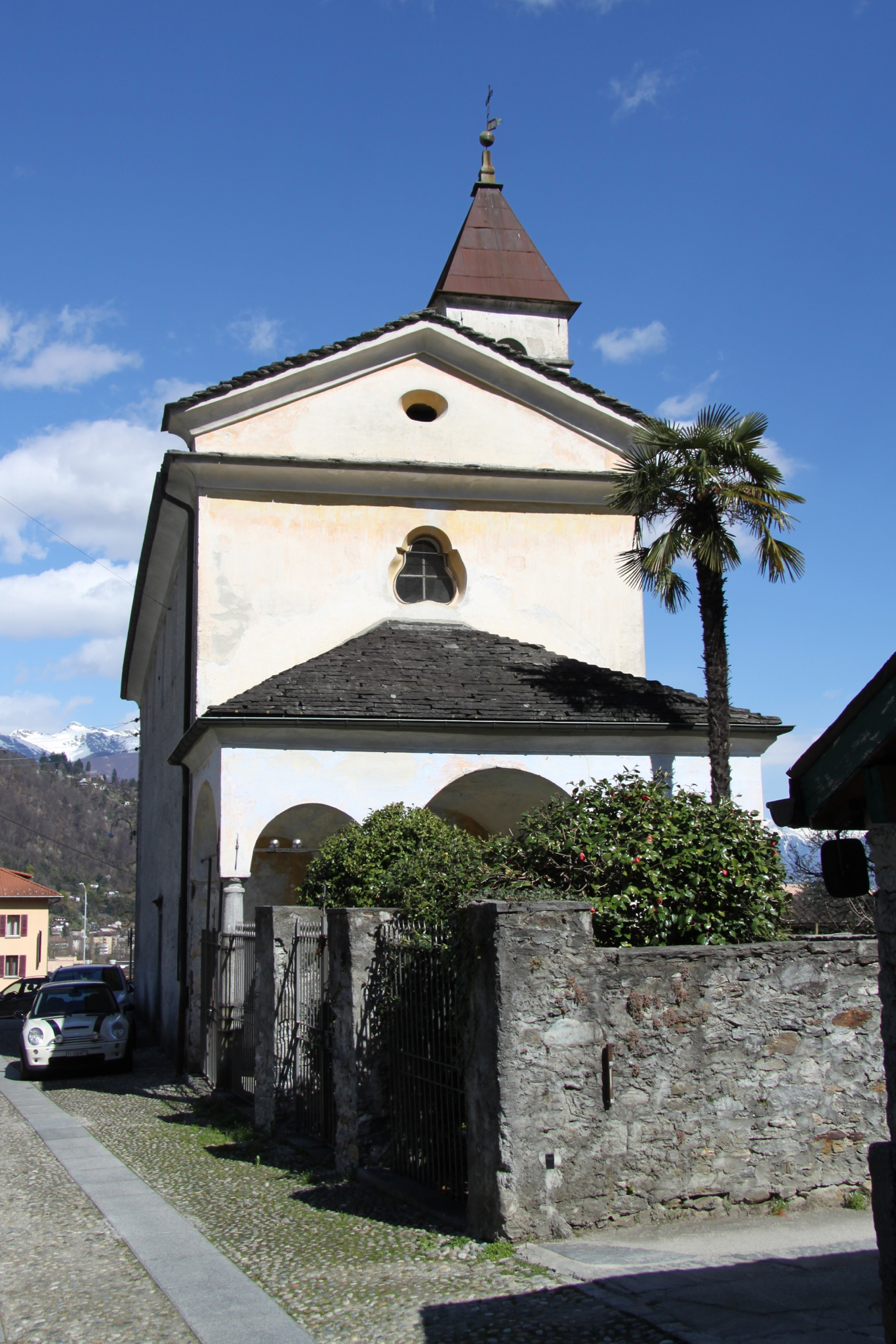
Kirche San Rocco
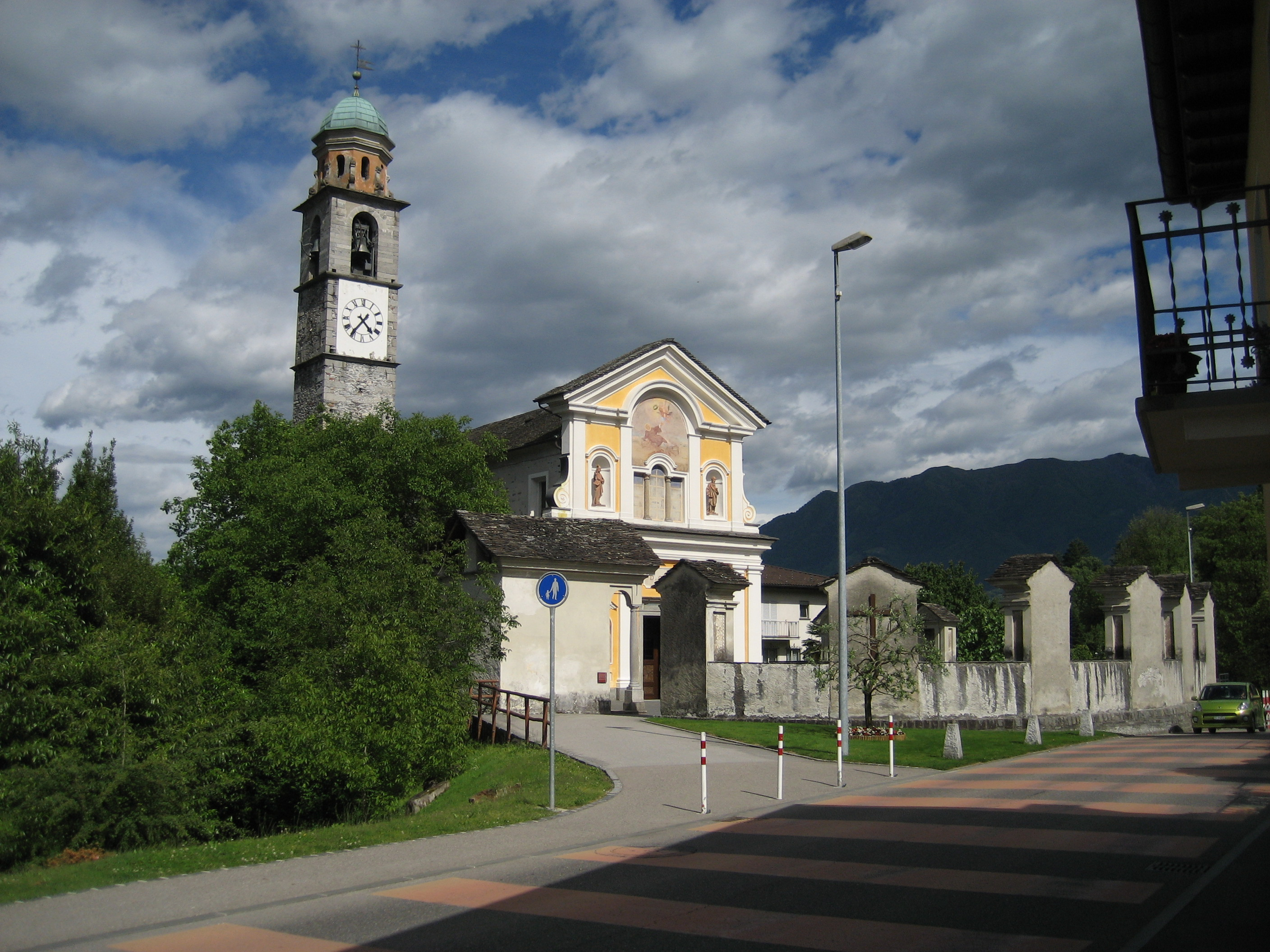
Römisch-katholische Pfarrkirche San Lorenzo

## Sehenswürdigkeiten
- Fabbrica centro artigianale, Architekten: Giorgio Tognola, Michele Tognola[19]
- Mittelschule, im Ortsteil Ai Saleggi, Architekten: Livio Vacchini, Aurelio Galfetti[19][29]
- Wohnhaus, Architekt: Mario Botta[19]
- Schalenstein beim Casa Patriziale (Ortsbürgerhaus) (450 m ü. M.)[30]

## Sport
- Losone Sportiva[31][32]